# Justin Schoenefeld
Justin Schoenefeld (Lawrenceburg (Indiana), 13 augustus 1998) is een Amerikaanse freestyleskiër.

## Carrière
Bij zijn wereldbekerdebuut, in januari 2019 in Lake Placid, scoorde Schoenefeld direct wereldbekerpunten. In februari 2019 behaalde de Amerikaan in Minsk zijn eerste toptienklassering in een wereldbekerwedstrijd. Op 22 februari 2020 boekte hij in Minsk zijn eerste wereldbekerzege.

## Resultaten

### Wereldbeker
Eindklasseringen
| Seizoen   | Algm | AE  |
| --------- | ---- | --- |
| 2018/2019 | 47e  | 10e |
| 2019/2020 | 40e  | 10e |

Wereldbekerzeges
| Datum            | Plaats | Onderdeel |
| ---------------- | ------ | --------- |
| 22 februari 2020 | Minsk  | Aerials   |